# Placocephalus
Placocephalus is een monotypisch geslacht van platwormen uit de familie van de Geoplanidae.

## Soort
- Placocephalus pectus Ritter-Zahony, 1905